# 해롤드 굿윈 (미국 배우)

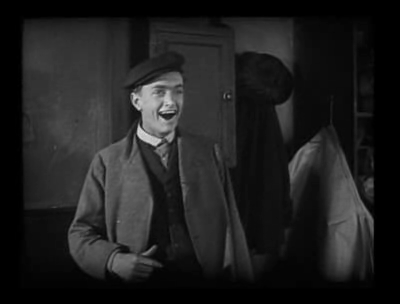

해롤드 굿윈(Harold Goodwin, 1902년 12월 1일 ~ 1987년 7월 12일)은 미국의 연극 배우, 영화배우, 텔레비전 배우, 스턴트 배우, 각본가이다.
피오리아에서 태어났으며 우들랜드힐스에서 사망하였다.